# Colmenar de la Sierra
Colmenar de la Sierra es una localidad española, pedanía del municipio guadalajareño de El Cardoso de la Sierra, en la comunidad autónoma de Castilla-La Mancha.

## Contexto biogeográfico

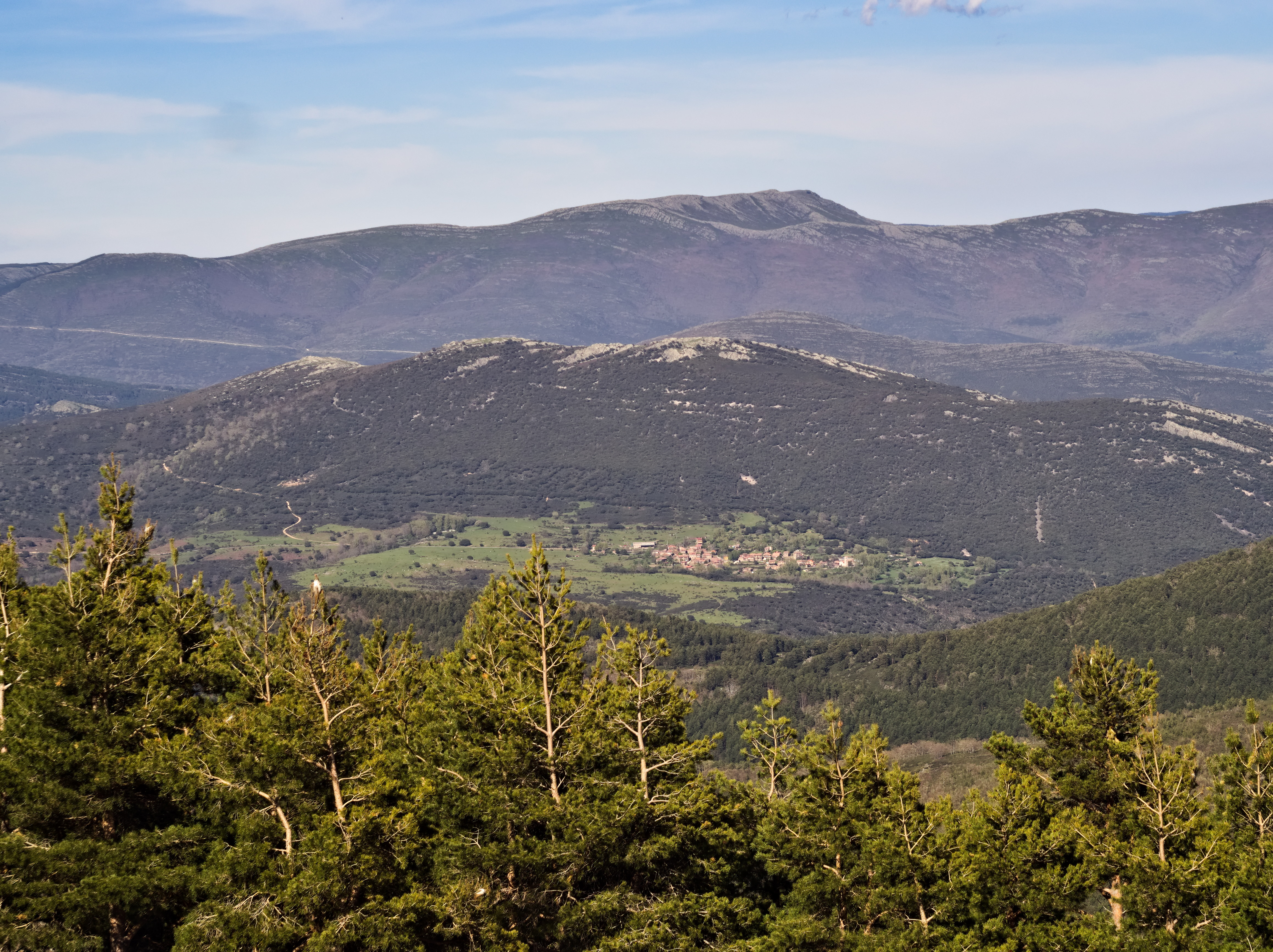
Colmenar visto desde la sierra del Rincón, al suroeste del pueblo.

Está localizado al noroeste de la provincia y linda al este con Campillo de Ranas, al oeste con Puebla de la Sierra y La Hiruela, al norte con Bocígano y Peñalba de la Sierra. Entre los montes más altos, destacan Cabeza Viejo (1898 m), la Tornera (1870 m) y el monte de San Cristóbal (1579 m). El territorio es surcado por los ríos Jarama (que lo parte en dos), Jaramilla y el arroyo del Vallosera.
Entre su fauna destacan los jabalíes, zorros, águilas, buitres y algunos corzos entre los animales salvajes. Entre la flora, robles, pinos y encinas entre los bosques.

## Historia
El territorio es repoblado o fundado en tiempos de la ocupación cristiana de Buitrago durante la Reconquista por la Comunidad de Villa y Tierra de Sepúlveda, quedando encuadrado el pueblo dentro del Ochavo de Sierra.
Actualmente viven unas 10 personas todo el año, siendo el verano donde se reúnen más gentes. No se sabe cuándo se fundó Colmenar de la Sierra, pero se sabe que en 1278 el pueblo recibió la condición de villa, y territorio propio.
En el siglo XV, los Mendoza son los nuevos señores feudales de esta sierra. Colmenar tenía en su haber los pueblos de La Hiruela, Peñalba de la Sierra, La Hiruelilla, Bocigano, Cabida, Corralejo y La Vihuela. En el siglo XIX, Colmenar pierde La Hiruela, Peñalba y Bocigano, pero obtiene la casa cuartel de la Guardia Civil (hoy en día sigue estando de pie, pero algo derruida). En 1833, Colmenar de la Sierra pasa a manos de la provincia de Guadalajara.
A mediados del siglo XIX, el lugar, con ayuntamiento propio, contaba con una población censada de 226 habitantes, en la que se incluía la de sus por entonces pedanías de Corralejo y La Vihuela. La localidad aparece descrita en el quinto volumen del Diccionario geográfico-estadístico-histórico de España y sus posesiones de Ultramar de Pascual Madoz de la siguiente manera:

COLMENAR DE LA SIERRA: v. con ayunt. compuesto de vec. de la misma y sus barrios Corralejo y la Vihuela, en la prov. de Guadalajara (10 leg.), part. jud. de Cogolludo (7), aud. terr. de Madrid (16), c. g. de Castilla la Nueva y dióc. de Toledo (28): sit. en terreno áspero, con libre ventilacion, en particular por N. y O.: su clima es muy destemplado y propenso á cardialgias, reumas y fluxiones de muelas. Tiene 89 casas, 12 el Corralejo y 5 la Vihuela; la de ayunt. que se halla en Colmenar; escuela de instruccion primaria, concurrida por 26 alumnos, á cargo de un maestro dotado con 27 fan. de centeno, que satisfacen por mitad los propios y padres de los discípulos; una fuente de buenas aguas, de que se surte el vecindario para beber, y una igl. parr. de entrada (Sta. Maria Magdalena), servida por un cura párroco de provison real y ordinaria y un beneficiado, cuyo nombramiento correspondia a la universidad de Alcalá. Confina el term. N. Cabida; E. Campillo de Ranas; S. Puebla de la Mujermuerta, y O. Cardoso y la Hiruela; dentro de esta circunferencia se encuentran varios manantiales, una ermita (San Cristóbal) en la ald. de Corralejo y un caserío llamado real sitio de Santuil, al que segun tradiciun, se retiró un rey de España. El terreno fertilizado en parte por el r. Jarama y el arroyo Barbellido, es en lo demás muy quebrado y de mala calidad; en todas direcciones se encuentran bosques poblados de encina y roble,. caminos: los que dirigen á los pueblos limítrofes, en mal estado por la escabrosidad del terreno. correo: se recibe los sábados ó domingos, de la adm. de Buitrago, por un propio que paga la v. prod.: centeno, patatas y lino de muy buena calidad; cria ganado lanar merino, algo de yeguar y vacuno; caza de jabalíes, perdices y liebres; pesca de truchas. ind.: la agrícola, el carboneo, un molino harinero y 6 telares de lienzos ordinarios. comercio: esportarion de lana, lino en rama y lienzos, é importacion de los art. de primera necesidad que faltan. pobl.: inclusa la de los barrios, 64 vec., 226 alm. cap. prod.: 1.804,960 rs. imp.: 80,500 contr. 6,341. presupuesto municipal: asciende á 5,400 rs. y se cubre por reparto vecinal.
(Madoz, 1847, pp. 525-527)

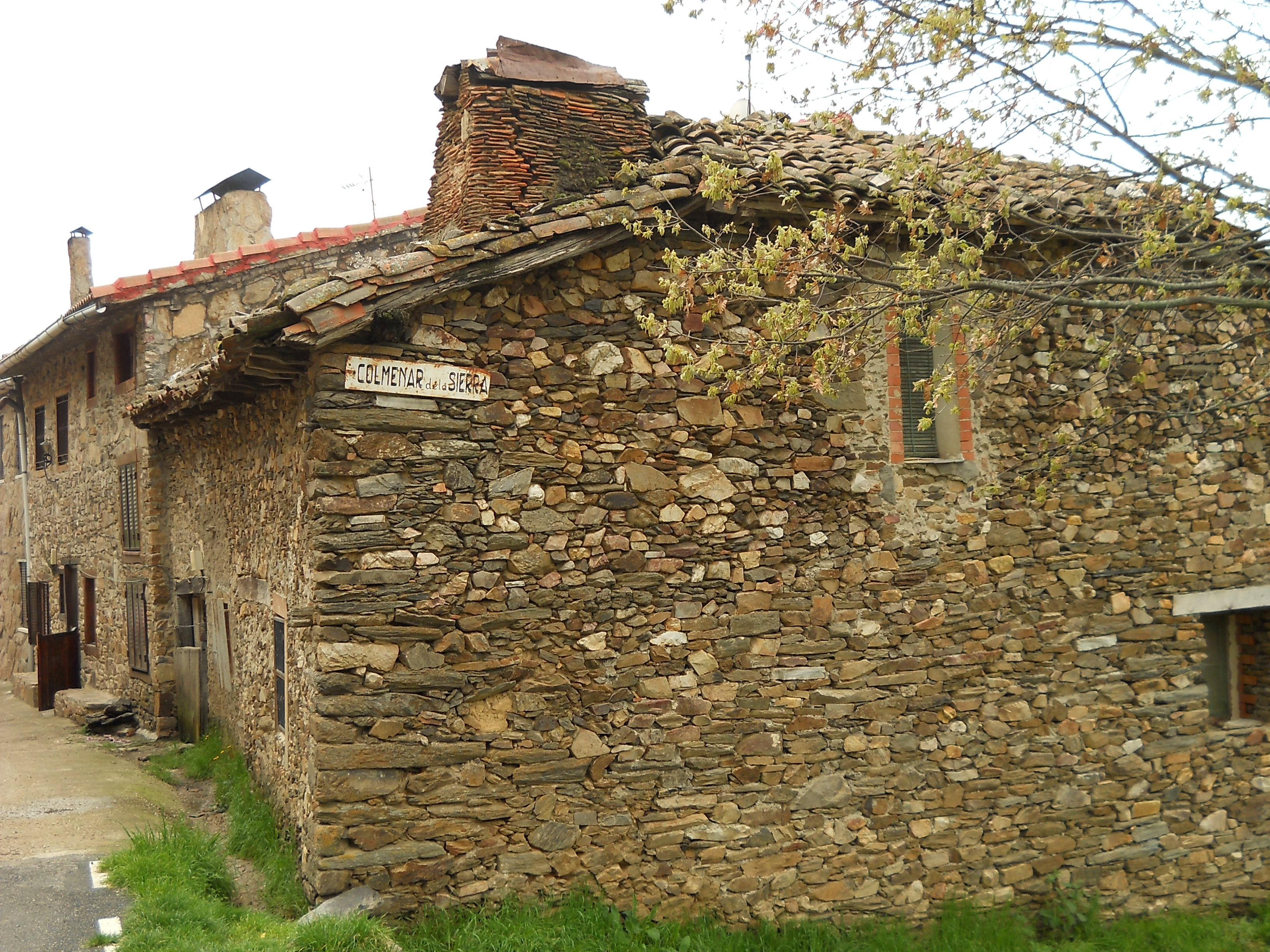
Arquitectura típica

A finales del siglo XIX, los habitantes compran parte de su sierra al Duque, quedándose Montesclaros (hoy en día sigue siendo de los descendientes del Duque). A principios del siglo XX, Colmenar contabilizaba unos 600 personas viviendo, con una economía boyante, y con unos 400 telares. La llegada de la Guerra Civil supone el principio del fin del dominio de Colmenar, el pueblo queda bajo dominio republicano, pero a principios de 1939, los golpistas ocupan el pueblo, con la vuelta de la Guardia Civil. Entre los años 1950 y 1960, Colmenar empieza a despoblarse y a perder su condición de villa grande, hasta que en 1973, Colmenar de la Sierra y sus tres barrios (Corralejo, Cabida y La Vihuela) se unen al Ayuntamiento de Cardoso.
Con la llegada de la democracia (1978), Colmenar puede elegir a su alcalde pedáneo, hoy en día Colmenar se está recuperando de la época de despoblación, y los hijos de quienes se fueron, vuelven para construirse casas.

## Demografía
| Gráfica de evolución demográfica de Colmenar de la Sierra entre 1842 y 1970 |
| |
| Población de derecho según los censos de población del INE Población de hecho según los censos de población del INEEntre el censo de 1857 y el anterior, crece el término del municipio porque incorpora a Cabida Entre el censo de 1981 y el anterior, este municipio desaparece porque se integra en el municipio El Cardoso de la Sierra |

## Fiestas
Las fiestas se celebran el 22 de agosto, en honor de San Cristóbal. La iglesia está dedicada a Santa María, y no tiene ermita (desaparecida durante la guerra civil).